# 妖精旅行
『妖精旅行』（ようせいりょこう）は、曽祢まさこによる日本の漫画作品。
『なかよし』（講談社）にて連載された。

## あらすじ
行方不明の恋人を探すために男装し旅に出たルネはその途中出合った妖精アルファルを連れてヨーロッパ中を大捜索する。

## 書誌情報
- 妖精旅行、初版発行日 1977年7月4日